# Каплановський Ісаак-Богуслав Захарович
Ісаак-Богуслав Захарович Каплановський (пол. Bogusław Kapłanowski; нар. 1814, Троки, Віленська губернія, Російська імперія — пом. 24 липня 1898, Троки, Віленська губернія, Російська імперія) — спадковий почесний громадянин (з 1881), перший офіційний Трокський караїмський гахам (1868-1894).

## Життєпис
Народився 1814 року в Троках (нині Тракай, Литовська республіка) в родині караїмського релігійного судді, раббі Захаров Ісааковича Каплановського (1759-1831, Троки) і його дружини Дебори Нісановни. У сім'ї він був одним з п'ятьох синів. Закінчив мідраш зі званням Ерби, або раббі. Володів високим рівнем знань в області давньооєврейської мови і Біблії, але не мав європейської вищої освіти. З 1868 року обіймав посаду Трокського караїмського гахама, а пішов з посади 1894 року внаслідок старості. Помер 1898 року в Троках на 84-му році життя.

### Сім'я
Мав четверо братів: Йосафат (бл. 1813, Троки — після 1886, Одеса), Яків, імена ще двох невідомі. У 1886 році Йосафат Каплановський опублікував книгу «Друг людей: Мораль караїмської юнацтву з приведенням текстів великих письменників священних книг».
Був одружений з Рахеллю Ананіївною. Їх сини:
- Ананій (Антоній / Антон) Богуславович Каплановський — начальник залізничної станції «Вільна» (з 1874), нагороджений орденом св. Станіслава 3-го ступеня, відзнакою Червоного Хреста, медаллю «За упокорення польського заколоту»[5];
- Ромуальд Богуславович Каплановьський (1838 / 1840-1892) — доктор медицини (тема дисертації: «Про способи відкриття ріжків в житньому борошні та в хлібі»; 1881), учасник російсько-турецької війни[6];
- Юліан Богуславович Каплановський (1846-1909)[7].

## Діяльність
Обраний на посаду гахама північно-західними караїмами після затвердження в 1863 році нового загального положення: «Про постанови щодо прав Караїмів», на заміну виданого в 1837 році старого: «Порядок управління духовними справами Таврійського Караїмського суспільства». За клопотанням трокських караїмів, в новій постанові йшлося про те, щоб за прикладом Таврійського й Одеського караїмського духовного правління в Троках було створено Трокське караїмське духовне правління. Причиною цього стала віддаленість їх від Євпаторії, в якій розташовувалася резиденція Таврійського й Одеського гахама, а також відсутність на той час зручних шляхів сполучення з Кримом.